# Reino da Nortúmbria
A Nortúmbria (em inglês:  Northumbria; em inglês antigo:  Norþanhymbre) era um reino anglo formado na Grã-Bretanha no início do século VII; é também o nome de um condado, bem menor em território, que sucedeu ao reino. O termo provém do limite meridional do reino, o estuário Humber ("north of Humber", norte do Humber). Foi um dos sete reinos da Heptarquia anglo-saxã que deu origem à Inglaterra.

## História
A Nortúmbria era originalmente composta da união de dois reinos independentes, Bernícia e Deira. Bernícia possuía territórios ao Norte do rio Tees, enquanto Deira tinha territórios pertencentes à Yorkshire dos dias atuais. Bernícia e Deira foram unidos pela primeira vez por Etelfrido, um rei de Bernícia que conquistou Deira em 604. Ele foi derrotado e morto por volta do ano 616 na batalha no rio Idle por Redualdo de Ânglia Oriental, que instalou Eduíno, filho de Ella, um antigo rei de Deira, como rei.
Eduíno, que aceitou o cristianismo em 627, logo cresceu para se tornar o rei mais poderoso na Inglaterra: ele foi reconhecido como bretwalda e conquistou a Ilha de Man e Venedócia, no norte do País de Gales. Ele foi, no entanto, derrotado por uma aliança entre o rei da Venedócia, Cadwallon e Penda, rei da Mércia, na batalha de Hatfield Chase em 633. Após a morte de Eduíno, a Nortúmbria foi dividida entre a Bernícia, onde Eanfrido, um filho de Etelfrido, assumiu o poder, e Deira, onde um primo de Eduíno, Osrico, tornou-se rei. Ambos os governantes foram mortos durante os anos que se seguiram, enquanto Cadwallon continuava sua devastadora invasão da Nortúmbria. Após o assassinato de Eanfrido, seu irmão, Osvaldo, apoiou guerreiros enviados por Domnall Brecc de Dál Riata, derrotando e matando Cadwallon na batalha de Heavenfield em 634. Osvaldo expandiu seu reino consideravelmente. Ele incorporou terras ao norte até o estuário do rio Forth, e também estendeu gradualmente seu alcance para o oeste, invadindo a Cúmbria. Assim, a Nortúmbria tornou-se não apenas uma parte do extremo norte da Inglaterra moderna, mas também cobria grande parte do que é hoje o sudeste da Escócia. O rei Osvaldo re-introduziu o cristianismo para o Reino através da nomeação de Santo Edano, um monge irlandês da ilha escocesa de Iona para converter o seu povo. Isso levou à introdução de práticas do cristianismo céltico. Um monastério foi instituído em Lindisfarne.

## Cultura

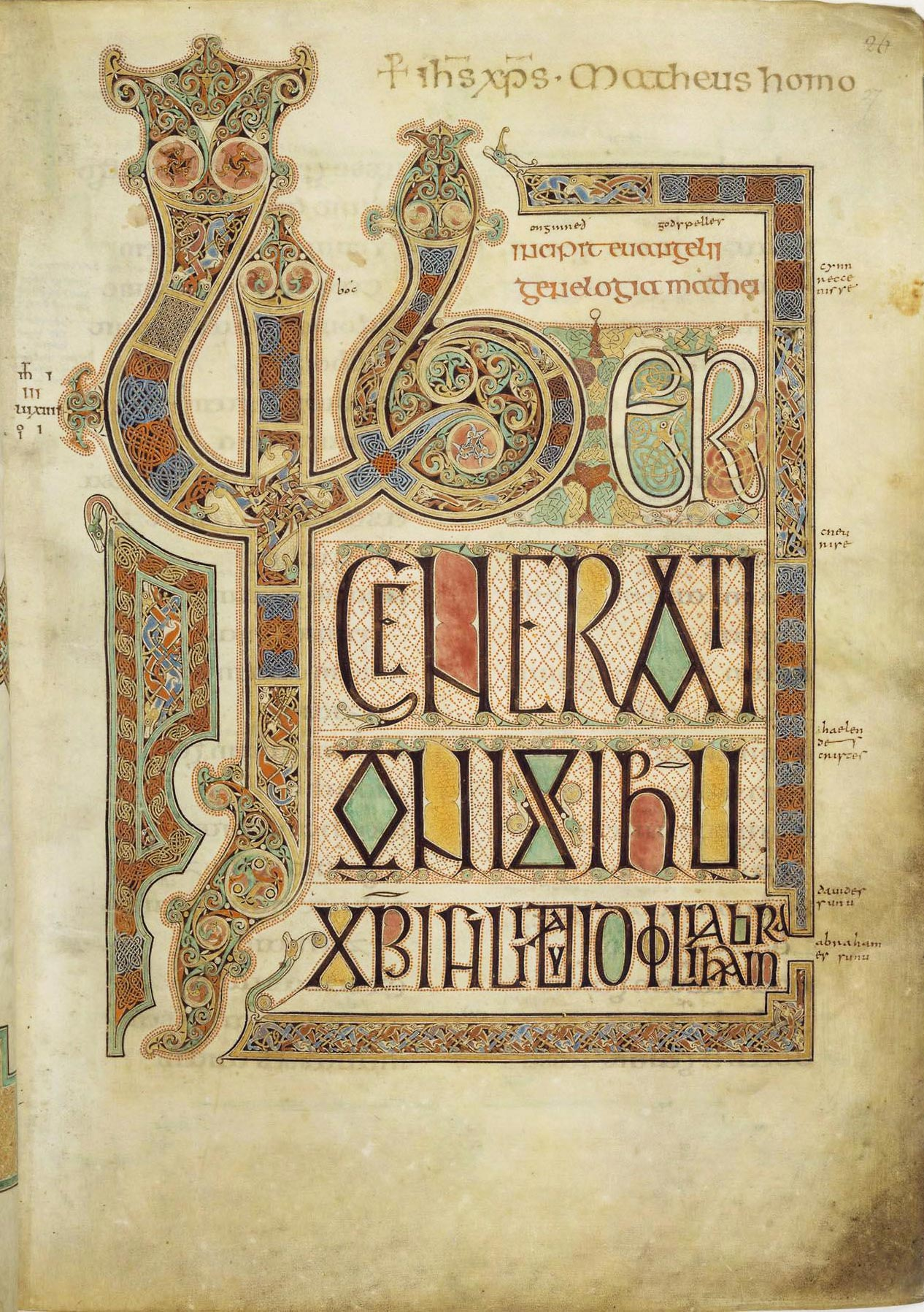
Página dos Evangelhos de Lindisfarne

A Nortúmbria durante sua "época dourada" foi o mais importante centro de ensino religioso e artístico das Ilhas Britânicas. Inicialmente o reino foi evangelizado por monges irlandeses da Igreja Celta sediados em Iona, na moderna Escócia, o que levou a um florescimento da vida monástica. Lindisfarne, na costa leste, foi fundada por Santo Edano por volta de 635 e permaneceu como o maior centro monástico da Nortúmbria, tendo como figuras de destaque Vilfrido e São Cuteberto. O nobre Benedito Biscop visitou Roma e dirigiu o mosteiro de Cantuária em Kent e o seu monastério duplo de Monkwearmouth-Jarrow acrescentou uma influência romana direta a cultura da Nortúmbria, produzindo personagens como Ceolfrido e Beda. A Nortúmbria desempenhou um importante papel na formação da arte hiberno-saxónica, um combinação única dos estilos anglo-saxões, celtas, pictos, bizantinos entre outros, produzindo obras como os Evangelhos de Lindisfarne, Evangelhos de São Cuteberto, a Cruz de Ruthwell e a Cruz de Bewcastle e mais tarde o Livro de Kells. Depois do Concílio de Whitby em 664 as práticas da igreja romana substituíram oficialmente os ritos celtas, mas a influência do estilo celta permaneceu, o exemplo mais conhecido são os Evangelhos de Lindisfarne. O venerável Beda (673–735) escreveu História Eclesiástica do Povo Inglês (finalizado em 731) em Monkwearmouth-Jarrow e, em grande parte, se concentra no reino.  Um devastador ataque viquingue a Lindisfarne em 793 marca o início de um século de invasões viquingues que mudaram de forma marcante a cultura anglo-saxônica e anunciaram o fim da posição da Nortúmbria como centro de influência, embora, nos anos seguintes, trabalhos como a Cruz de Easby continuaram sendo produzidos.